# Mandalay (poème)

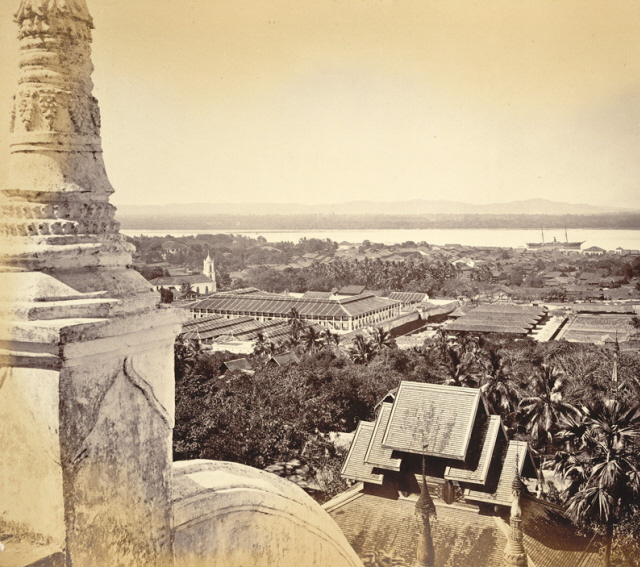
Vue de Mawlamyaing en Birmanie.

Mandalay est un poème de Rudyard Kipling écrit et publié en 1890 dans le journal Scots Observer. Il est ensuite repris dans un recueil de poèmes publié en 1892 sous le titre Barrack-Room Ballads, and Other Verses. Le cadre du poème est la Birmanie, qui appartient alors à l'empire colonial britannique ; il narre à la première personne du singulier les sentiments d'un soldat qui est de retour à Londres et qui évoque avec nostalgie son séjour en Birmanie et le souvenir de son amante restée sur place. Le texte imite l'accent cockney typique de la classe ouvrière londonienne d'où est issu l'ancien soldat.
Le poème devient l'un des plus célèbres de Kipling, surtout après sa mise en musique par Oley Speaks en 1907. Il provoque l'admiration de nombreux contemporains de l'auteur anglais, en dépit de certains reproches portant sur des approximations géographiques. De nombreux thèmes sont traités à travers le poème, qui vont du romantisme aux questions de classe, de genre ou de mœurs victoriennes. La critique au XXe siècle lui reproche souvent de symboliser l'idéologie impériale et le racisme de son époque, ce que des défenseurs de Kipling contestent, comme son biographe David Gilmour. 

## Reprises
Bertolt Brecht fait allusion au poème dans sa Chanson de Mandalay, mise en musique par Kurt Weill pour la comédie musicale Happy End en 1929. Pour sa part, le chanteur américain Frank Sinatra chante en 1958 Mandalay dans sa version musicale signée par Oley Speaks et sous le titre On the road to Mandalay, mais avec quelques modifications apportées au texte.